# Antonio Carámbula

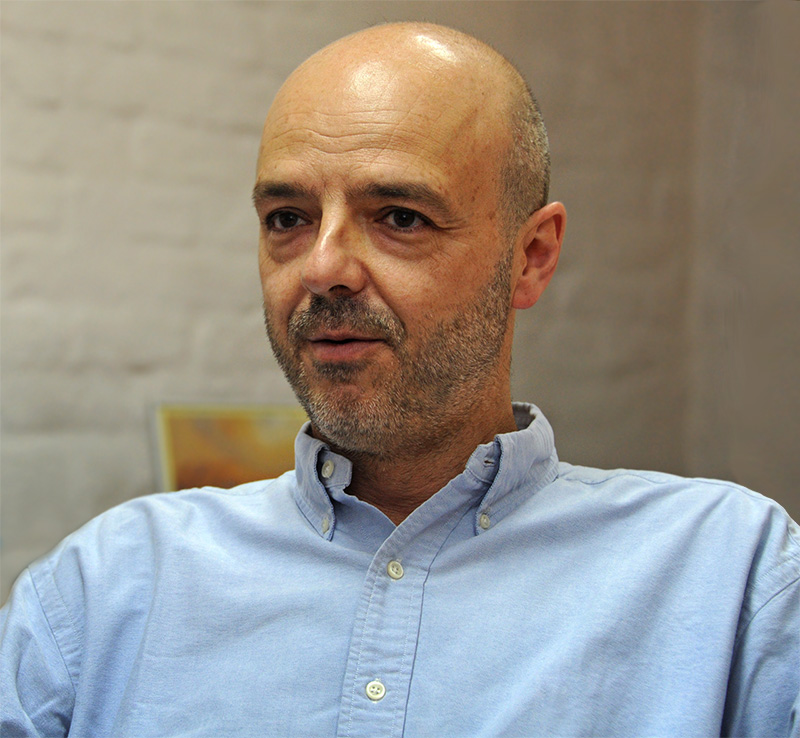
Antonio Carámbula (2013)

Antonio Carámbula Sagasti (* 7. November 1960) ist ein uruguayischer Politiker.
Antonio Carámbula schloss ein Studium der Veterinärmedizin an der Universidad de la República (UdelaR) ab. Anschließend arbeitete er jedoch nicht in diesem Beruf, sondern nahm ein Studium der Betriebswirtschaftslehre auf. Ab 1995 war er in der Verwaltung Montevideos tätig. Sodann übernahm ab dem Jahr 2005 das Amt des Direktors für Tourismus und Sport (Director General de Secretaría del Ministerio de Tourismo y Deporte), das er bis zu seinem Rücktritt Ende August 2009 innehatte. Im selben Jahr wurde er erstmals Staatssekretär im uruguayischen Ministerium für Tourismus und Sport. Dieses Amt wurde ihm erneut ab Ende Mai 2012 im Zuge der Ernennung der neuen Ministerin dieses Ressorts, Liliam Kechichián, übertragen. Carámbula ist Mitglied der Partido Demócrata Cristiano. Im Januar 2015 wurde er vom zum 1. März 2015 gewählten uruguayischen Staatspräsidenten Tabaré Vázquez als Nachfolger von Andrés Pelaez zum Geschäftsführer des Instituts zur Förderung von Investitionen und des Waren- und Dienstleistungsexports (Instituto de Promoción de Inversiones y Exportaciones de Bienes y Servicios) "Uruguay XXI" bestellt.